# Pürgg-Trautenfels
Pürgg-Trautenfels är en tidigare kommun i det österrikiska förbundslandet Steiermark. Kommunen omfattade orterna Lesser, Niederstuttern, Pürgg, Trautenfels, Unterburg, Untergrimming och Wörschachwald. Kommunen är belägen i övre Ennsdalen. Sedan den 1 januari 2015 är den en del av kommunen Stainach-Pürgg.

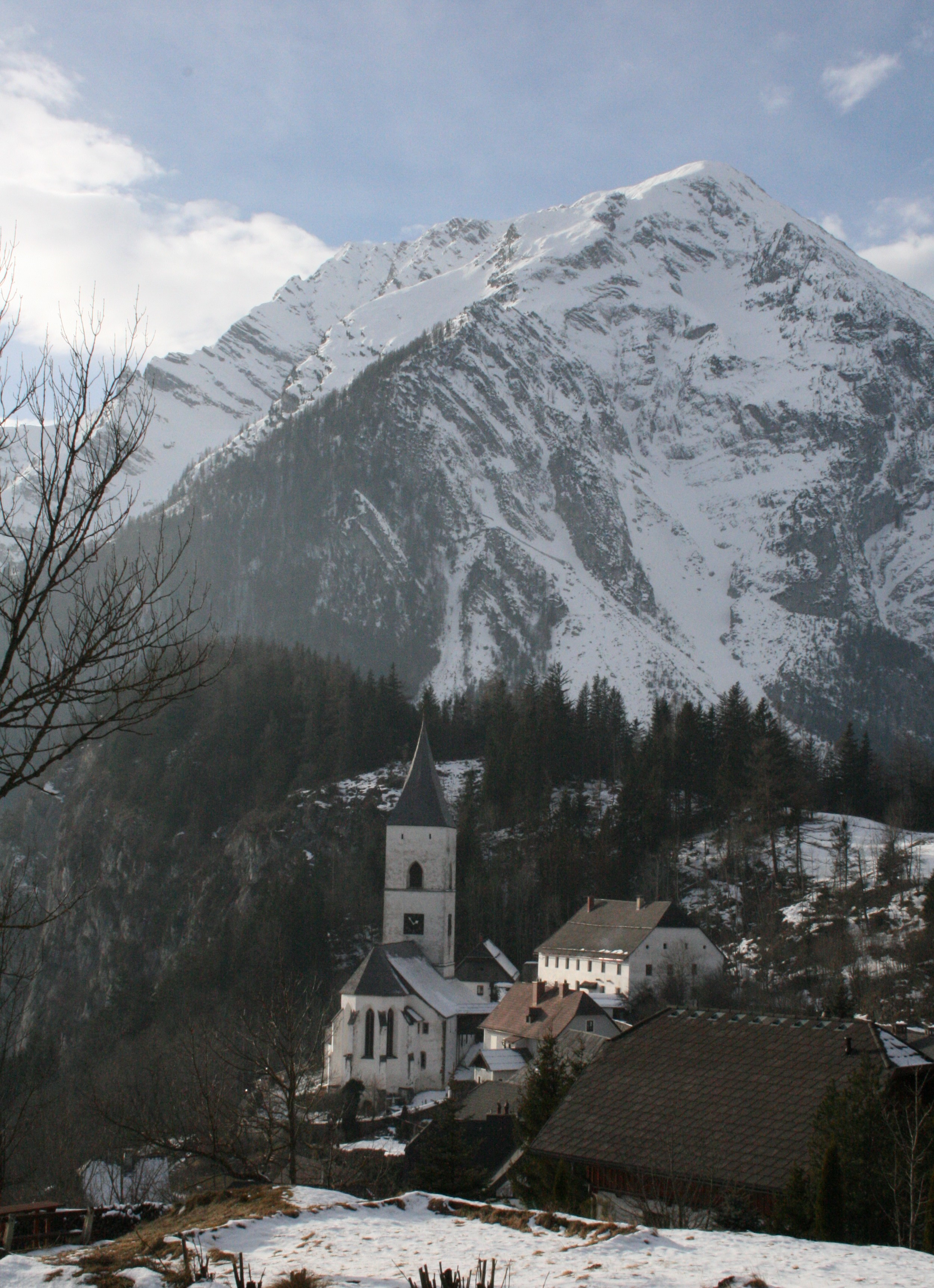
Byn Pürgg med Grimming i bakgrunden

Pürgg-Trautenfels är ett turistområde med både sommar- och vinterturism. Byn Pürgg och slottet Trautenfels är viktiga attraktioner. Pürgg-Trautenfels är också utgångspunkt för bergsklättrare och vandrare för turer på Grimming, i Totes Gebirge och i Niedere Tauern. I Wörschachwald finns ett mindre skidområde. 